# Tiha Bârgăului
Tiha Bârgăului (in ungherese Borgotiha, in tedesco Kleinburgau) è un comune della Romania di 6390 abitanti, ubicato nel distretto di Bistrița-Năsăud, nella regione storica della Transilvania.
Il comune è formato dall'unione di 5 villaggi: Ciosa, Mureșenii Bârgăului, Piatra Fântânele, Tiha Bârgăului, Tureac.